# Холодноярські соколята
«Холодноярські соколята» — роман Олексія Лукича, написаний на основі численних архівних матеріалів, історичних фактів та художнього вимислу, опублікований в 2009 році у видавництві «Брама-Україна». В основу роману покладена боротьба українського народу за своє національне визволення, яка породила тисячі героїв-самородків, серед яких було багато підлітків.

## Будова роману
Роман складається з 12 розділів:
- Розділ перший — «Душевний бунт»
- Розділ другий — «Перші випробування»
- Розділ третій — «Кам'янська операція»
- Розділ четвертий — «Бобринський десант»
- Розділ п'ятий — «Цінні документи»
- Розділ шостий — «Лазутчики»
- Розділ сьомий- «От так утьопались»
- Розділ восьмий — «Полинові плоди»
- Розділ дев'ятий — «За боєм бій»
- Розділ десятий — «Людиноненависницькі накази»
- Розділ одинадцятий — «Москалі нахабніють»
- Розділ дванадцятий — «Кільце замкнулося»

## Сюжет роману
Перший розділ розпочинається з тривоги, пожежа біля центру Мельників, палало кілька покрівель, зокрема хата Федька, який грався неподалік.  Побачивши, що горить хата, мов той смолоскип Федько і Мишко побігли туди. Хлопець серед гурту людей побачив свою матір, що голосно лементувала і мертвого батька, якого вбили москалі, крім Федька було ще двоє дітей. Вони дуже любили свого батька Миколу, і в один момент життя перевернулося з ніг на голову для малого Федька, адже віднині він зобов'язаний замінити їм батька. Незабаром до погорілого обійстя Джулаїв підкотило п'ять возів, в останньому лежали вбиті односельчани. Серед москалів-більшовиків були троє вбивць Миколи, які вдерлися як бандити і почали грабувати. Пізніше хлопці пішли до сотника Кошовенка, який допоміг їм, та доручив тимчасово виконувати його доручення, спробувати себе у ролі козаків. Федько вперше посміхнувся, але про ця розмова мала залишитися між ними. Думки не давали спокою хлопцеві, він обдумував пропозицію сотника, і зробив висновок, що приймає його пропозицію. З цього моменту починаються дорослі випробування  для хлопця та його соратників Сашка Скиби та Мишка Козачука.
У другому розділі розповідається про перші випробування хлопців Феді та Сашка. Сотник дав важливе завдання і послав їх у Кам'янку, сказавши їх матерям, що вони йдуть по сіль. Довго йшли хлопці та побачили  візника Пилипа Верзила, який перше  не впізнав їх. Стомлені нарешті дійшли до Кам'янки, завітали до Палажчиної тітки та дядька Степана, який розпитував, яка ж біда їх пригнала аж із Мельників, хлопці відповіли, що прийшли по сіль. Побесідувавши з хлопцями, дядько Степан розкусив їх, що вони козаки і прийшли сюди точно не по сіль. Основне завдання-дізнатися, коли і якими силами готується напад на Холодний Яр, яка кількість москалів у Кам'янці і як люди сприймають совіцьку владу. На наступний день хлопці пішли у розвідку, надвечір додому увірвалися чекіст Мошко, розпитуючи, з якою метою вони прийшли у Кам'янку, чому стежили за Пилипом Верзилом. Федько втікає, а Сашко залишається сам наодинці з ними, намагаючись викрутитися з ситуації. Сашка, тітку Секлету і дядька Степана схопили  і відвезли в підвал.
У третьому розділі ми дізнаємося, що Федько врятувався, заховавшись у собачу будку, усвідомлюючи все, що трапилося, хлопець вирішив повернутися додому і розповісти про нічні пригоди сотнику, по дорозі він зустрів коня, на якому добрався до села. Опісля сотник і Федя поїхали до отамана, там він познайомився з іншими козаками і розвідниками. О другій половині дня півтори сотні холодноярських вершників і три кулеметні тачанки в бік Кам'янки. Розпочалися бої, Федько відчував себе справжнім героєм і в цей час думає: « А де ж Сашко?» Після кривавого бою Кам'янка була відвойована у чекістів, тітку Секлету і Іванка вбили, а Сашка і Степана Вернидуба врятували.
Четвертий розділ розпочинається з розмови отамана Василя Чучупака та Пилипа Хмари. Сашку надали кваліфіковану допомогу, а Федьку- завдання, піти в Мельники. Згодом Мишка і Федька покликали до отамана, він наказав двом соколятам –контролювати напрямки руху двох полків москалів і негайно повідомляти їм. Федя вирішив долучити до цього  Оксану, яка йому припала до душі. Під час виконання надважливого завдання розгорівся смертельний бій, Федько поспішив повідомити холодноярців про небезпеку.
У п'ятому розділі розповідається, що по всій Україні палали повстання. Настала зима. Соколята знову отримали завдання. У сільській управі зібралися отаман, Хома Кошовенко, начальник штабу Петро Чучупака, щоб допитати Мефодія Ступака, який проводив агітаційну роботу серед місцевих активістів.
У шостому розділі «весна дихала на повні груди». Усі чекали дива- вільну, незалежну Україну. Відбулася зустріч Федька та дядька Степана, хлопець дорікає собі, що це він винен у біді, яка трапилася з Вернидубом. Чоловік повідомив, що більшовики об'явили червоний терор тим, хто виступатиме проти совіцької влади. Хлопці вирушили до сусідніх сіл, що попередити про терор. Під час їхньої подорожі знову наздоганяє небезпека.
Сьомий розділ розпочинається з страшної звістки, москалі напали на будинок лісника в Кресельцях, у якому отаман проводив нараду, вбили Василя Чучупака, кинули батькам під ноги, а його брата захопили з собою. Всі у відчаї. Новообраним отаманом став Іван Дергач.  Події розвивалися дуже стрімко, що вже на початку травня війська Української Народної республіки разом з польськими військами були вже під Києвом. На Херсонщині з'явилася, як дика татаро-монгольська орда, кінна армія Будьонного, яка грабувала і гвалтувала жінок.
Лазутчиків знову послали в повітові міста. У місті Кам'янка привернуло їхню увагу оголошення про виставу «От так утьопалися», де мали б зібратися червоні командири, начальники, чекісти. Хлопці та Оксана вирішили про це повідомити отаману, вони вирішили діяти обережно. Згодом козаки Вернидуба арештували всіх чекістів арештували, а поневолених людей випустили з підвалу.  Коли затихла стрілянина, Степан Вернидуб  навідався у своє рідне обійстя, де побачив на ліжку розтерзану голу дівчину. Це була Оксана із Зам'ятниці.
У восьмому розділі йдеться про те, що отаман Іван Дергач скликав всіх, щоб оприлюднити людиноненависницькі документи, в одному з яких йшлося про те, що голова вечека Дзержінський наказує своїм підопічним оголосити амністію усім тим, хто складе зброю, а потім без суду усіх розстріляти.  Натовп кричав: «Смерть душогубам!». В цей час Федько побачив Оксану, яка лежала мертва у возі, йому здавалося, що життя втратило сенс. Підбіг Сашко і теж пополотнів, коли побачив свою сестричку. Мишка теж немає…
У дев'ятому розділі автор писав, що радянська влада посилила наступ на Холодноярську республіку. Почалися бої, у одному з яких було поранено Федька, якого врятували ті, що підбирали вбитих і полонених.

У десятому, одинадцятому, дванадцятому розділах розповідається про те, що Федька врятував Сашко і фельдшер. Наступили складні часи для холодноярських козаків, отаман Дергач не приховував складної ситуації, майже безвихідної ситуації. Одна частина війська прорвався на захід, а Федя і Сашко разом з Вернидубом теж подалися шукати кращої долі, обіцяючи мамі, що повернуться.
Соломіцький Олексій Лукич присвятив цей роман: « Борцям за національне визволення України від московсько-більшовицьких окупантів у буремні роки громадянської війни».